# Sistema digestivo dos gastrópodes

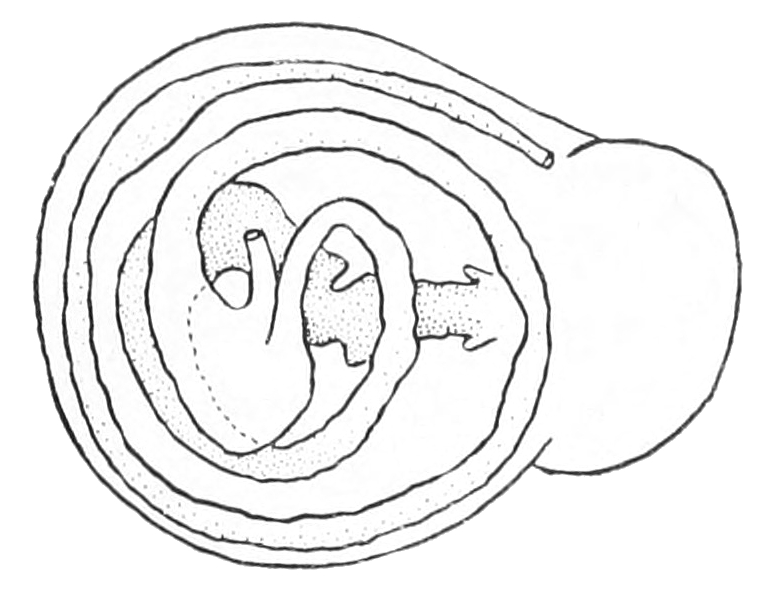
Desenho do trato digestivo de Anostoma depressum, em vista apical

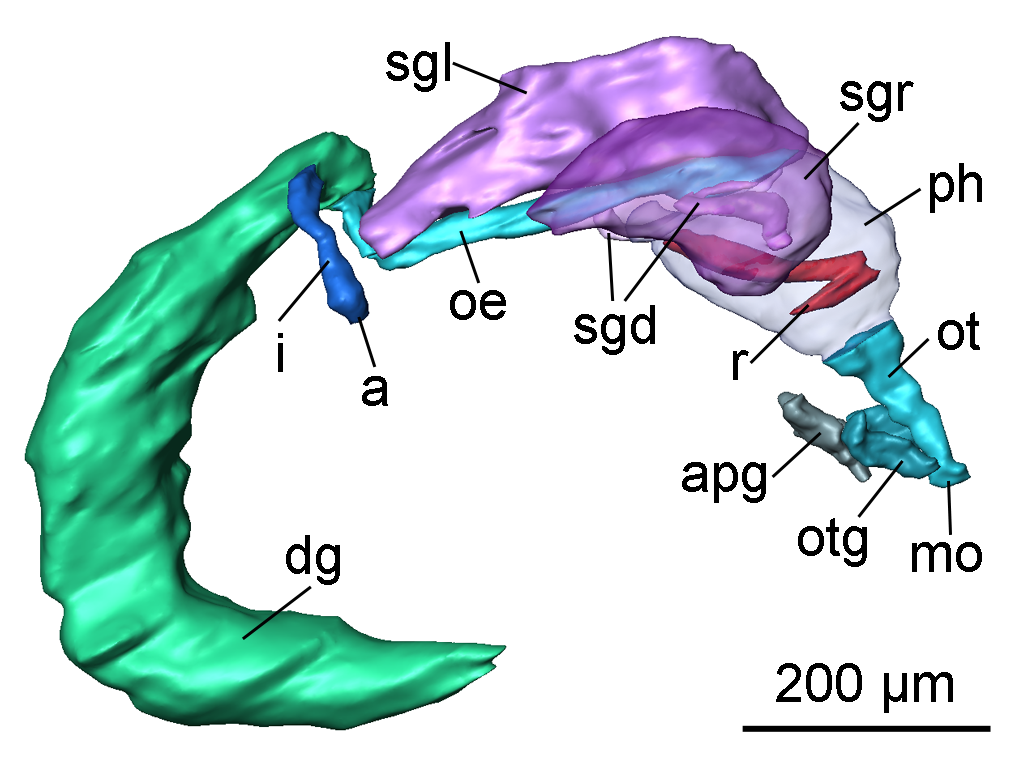
Reconstrução 3D do sistema digestivo de Pseudunela cornuta :
mo - boca
r - rádula
ph - faringe
sgl e sgr - glândulas salivares
oe - esôfago
i - intestino
a - ânus
dg - glândula digestiva

O sistema digestivo dos gastrópodes evoluiu para se adaptar a quase todos os tipos de dieta e comportamento alimentar. Gastrópodes (caracóis e lesmas), como a maior classe taxonômica dos moluscos, são muito diversos: o grupo inclui carnívoros, herbívoros, necrófagos, filtradores e até parasitas.
Em particular, a rádula é frequentemente altamente adaptada à dieta específica dos vários grupos de gastrópodes. Outra característica distintiva do trato digestivo é que, juntamente com o resto da massa visceral, ele sofreu torção, girando 180 graus durante o estágio larval, de modo que o ânus do animal fica localizado acima de sua cabeça.
Várias espécies desenvolveram adaptações especiais para alimentação, como a "broca" de algumas lapas, ou o arpão do gênero Conus. Os filtradores usam as brânquias, o revestimento do manto, ou redes de muco para capturar suas presas, que então puxam para a boca com a rádula. O gênero parasita altamente modificado Enteroxenos não possui trato digestivo e simplesmente absorve o sangue de seu hospedeiro através da parede corporal.
O sistema digestivo geralmente tem as seguintes partes:
- massa bucal (incluindo a boca, faringe e músculos retratores da faringe) e glândulas salivares com ductos salivares;
- esôfago e cultura esofágica;
- estômago, também conhecido como bolsa gástrica;
- glândula digestiva, também conhecida como hepatopâncreas;
- intestino;
- reto e ânus.

## Massa bucal
A massa bucal é a primeira parte do sistema digestivo e consiste na boca e na faringe. A boca inclui uma rádula e, na maioria dos casos, também um par de mandíbulas. A faringe pode ser muito grande, especialmente em espécies carnívoras.
Muitas espécies carnívoras desenvolveram uma probóscide, contendo a cavidade oral, a rádula e parte do esôfago. Em repouso, a probóscide fica envolvida por uma bainha semelhante a uma bolsa, com uma abertura na parte frontal do animal que lembra uma boca verdadeira. Quando o animal se alimenta, ele bombeia hemolinfa para a probóscide, inflando-a e empurrando-a para fora pela abertura para agarrar a presa. Um conjunto de músculos retratores ajuda a puxar a probóscide de volta para dentro da bainha quando a alimentação é concluída.
|  |  |

### Rádula

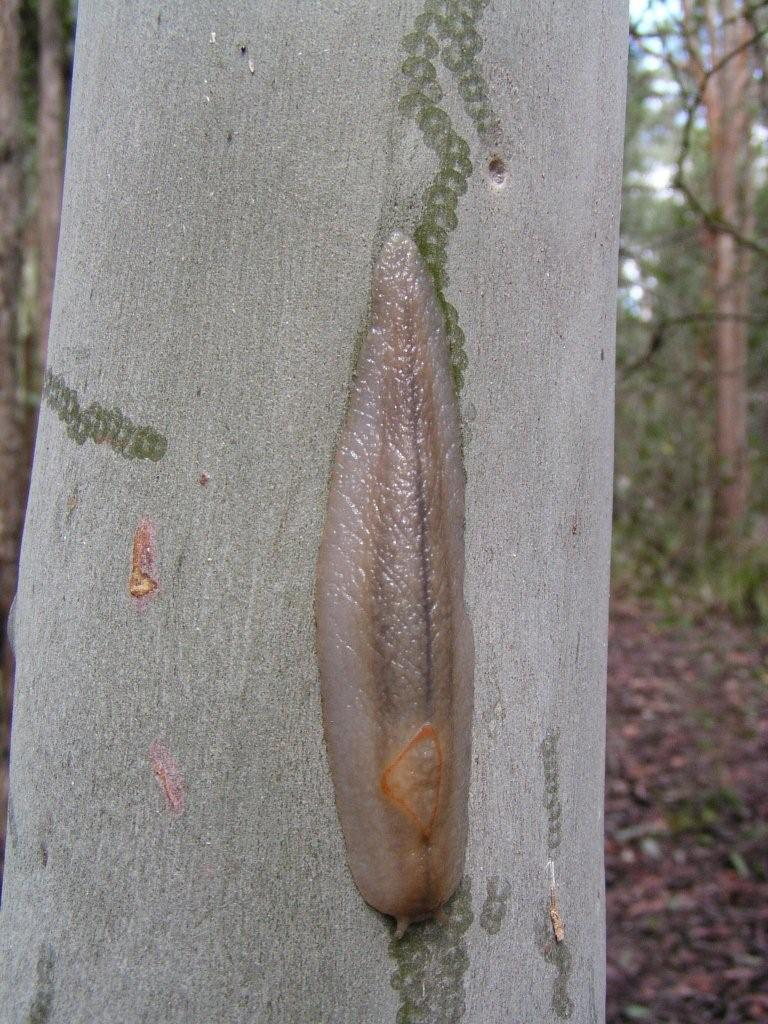
Trilha alimentar de Triboniophorus graeffei feita pela raspagem com a rádula

A rádula é uma fita quitinosa, em alguns casos também mineralizada (por exemplo, em Patellogastropoda e nos Polyplacophora), usada para raspar ou cortar alimentos.

### Mandíbula
Várias espécies herbívoras, assim como carnívoros que se alimentam de animais sésseis, também desenvolveram mandíbulas simples, que ajudam a manter o alimento estável enquanto a rádula trabalha nele. A mandíbula é oposta à rádula e reforça parte do intestino anterior.
Quanto mais puramente carnívora for a dieta, mais a mandíbula será reduzida.
Muitas vezes, há pedaços de comida no intestino que correspondem ao formato da mandíbula.

A estrutura da mandíbula pode ser nervurada ou lisa:

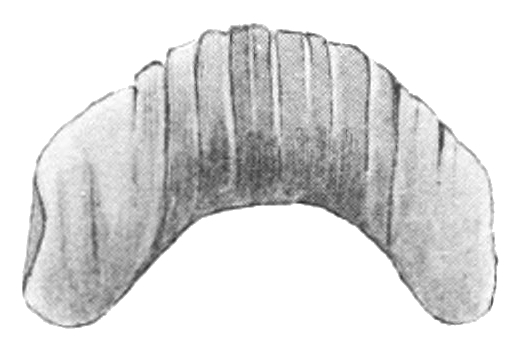
Desenho da mandíbula da lesma Geomalacus maculosus. A mandíbula desta espécie mede cerca de 1 mm e tem costelas largas.
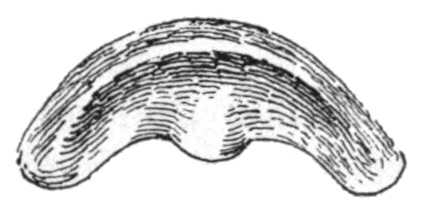
Desenho da mandíbula de Macrochlamys indica.
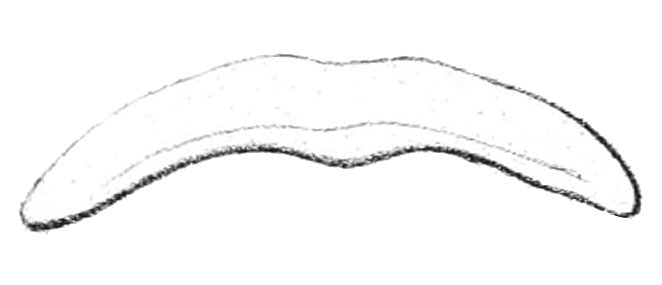
Desenho da mandíbula do caracol de Newcomb.

Algumas espécies não têm mandíbula.

### Glândulas salivares
As glândulas salivares desempenham papel fundamental nas adaptações anatômicas e fisiológicas do sistema digestivo dos gastrópodes predadores. Os dutos das grandes glândulas salivares conduzem à cavidade bucal e o esôfago também fornece as enzimas digestivas que ajudam a quebrar os alimentos. As secreções salivares lubrificam os alimentos e também contêm compostos bioativos.

## Esôfago
A boca dos gastrópodes se abre em um esôfago, que se conecta ao estômago. Devido à torção, o esôfago geralmente passa ao redor do estômago e se abre em sua porção posterior, mais distante da boca. Em espécies que sofreram detorção, no entanto, o esôfago pode abrir-se na parte anterior do estômago, o que é, portanto, invertido em relação à disposição usual dos gastrópodes.
Em Tarebia granifera, a bolsa incubadora está acima do esôfago.
Existe um extenso rostro na parte anterior do esôfago em todos os gastrópodes carnívoros.
Algumas linhagens antigas de gastrópodes possuem glândulas esofágicas.

## Estômago

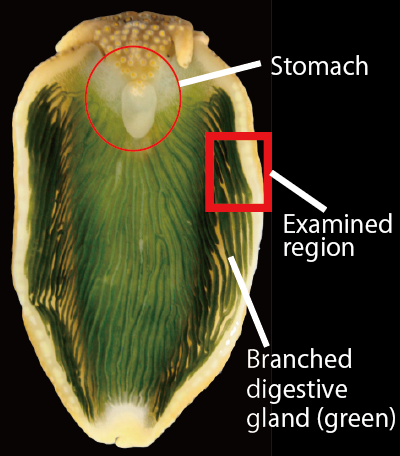
Vista dorsal de um indivíduo anestesiado de Plakobranchus ocellatus com parapódios espalhados. Estômago e glândulas digestivas ramificadas são visíveis. A região do tecido no quadrado vermelho foi dissecada e usada para extração de DNA no estudo de Maeda T. et al. (2012).

Na maioria das espécies, o estômago é uma bolsa relativamente simples e é o principal local de digestão. Em muitos herbívoros, no entanto, a parte posterior do esôfago é alargada para formar um papo, que, em pulmonados terrestres, pode até substituir o estômago completamente. Em muitos herbívoros aquáticos, no entanto, o estômago é adaptado a uma moela que ajuda a triturar o alimento. A moela pode ter uma cutícula resistente ou pode estar cheia de grãos de areia abrasivos.
Nos gastrópodes mais primitivos, no entanto, o estômago é uma estrutura mais complexa. Nessas espécies, a parte posterior do estômago, onde entra o esôfago, é quitinosa e inclui uma região de triagem revestida por cílios.
Em todos os gastrópodes, a porção do estômago mais distante do esôfago, chamada de saco do estilete, é revestida por cílios. Elas batem em um movimento rotativo, puxando a comida para fora da boca em um fluxo constante. Geralmente, o alimento fica preso em um fio de muco produzido na boca, criando uma massa cônica e enrolada no saco estilete. Esta ação, em vez do peristaltismo muscular, é responsável pelo movimento dos alimentos através do trato digestivo do gastrópode.
Duas glândulas diverticulares se abrem no estômago e secretam enzimas que ajudam a digerir os alimentos. Nas espécies mais primitivas, essas glândulas também podem absorver as partículas de alimento diretamente e digeri-las intracelularmente.

## Glândula digestiva
A glândula digestiva é o maior órgão dos gastrópodes estilomatóforos. Ela produz enzimas e absorve e armazena nutrientes.

## Intestino

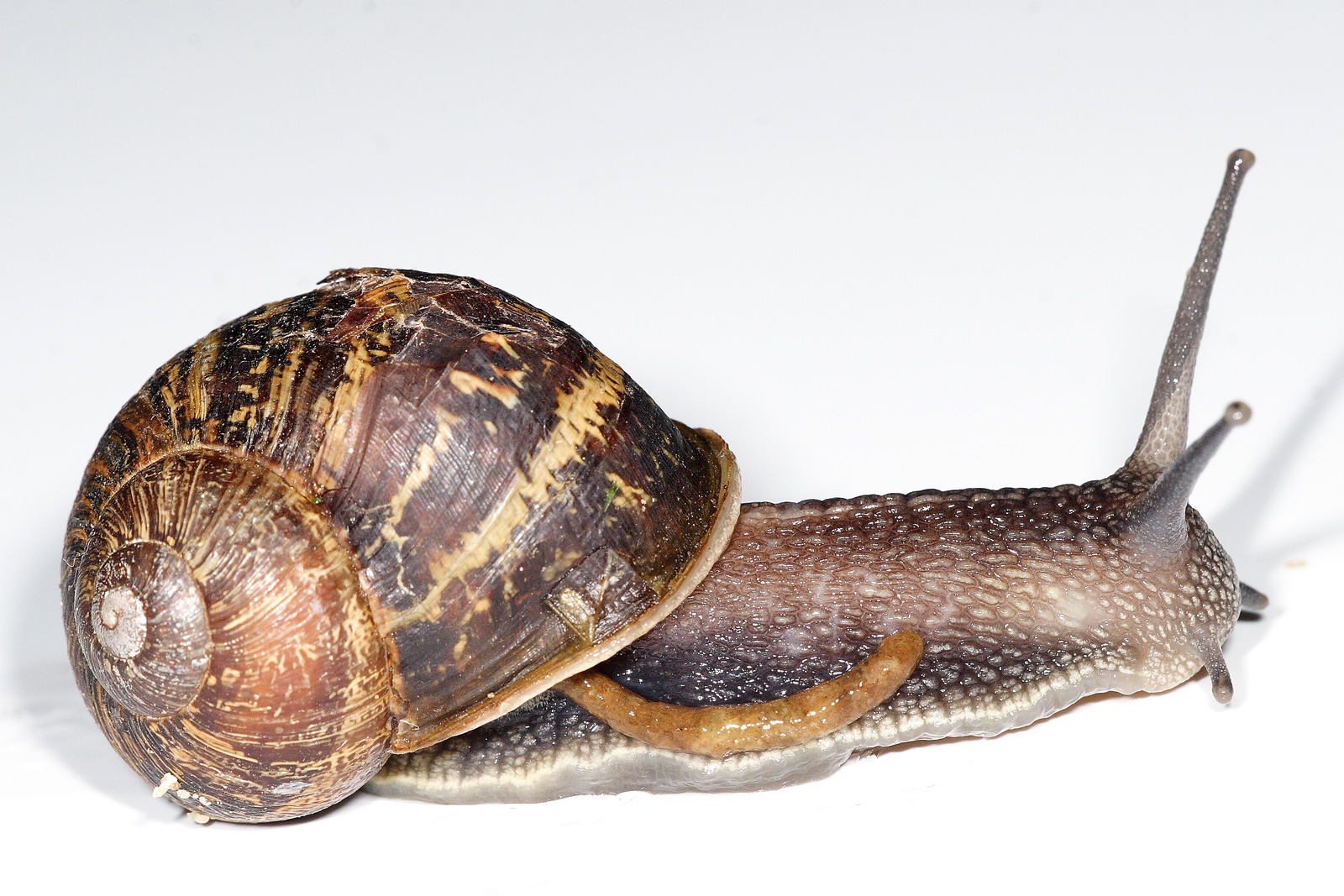
Caracol de jardim, Cornu aspersum, defecando.

A porção anterior do estômago se abre em um intestino convoluto, que ajuda a reabsorver água dos alimentos, produzindo pelotas fecais. O ânus abre acima da cabeça.

## Links externos
- Fotos de mandíbulas